# River Boyne and River Blackwater SAC
River Boyne and River Blackwater SAC este o arie protejată (sit de importanță comunitară — SCI) din Irlanda întinsă pe o suprafață de 2.317,87 ha, integral pe uscat.

## Localizare
Centrul sitului River Boyne and River Blackwater SAC este situat la coordonatele 53°41′39″N 6°47′06″W / 53.694149°N 6.784926°V.

## Înființare
Situl River Boyne and River Blackwater SAC a fost declarat sit de importanță comunitară în iunie 2003 pentru a proteja 4 specii de animale.

## Biodiversitate
Situată în ecoregiunea atlantică, aria protejată conține 2 habitate naturale: Mlaștini alcaline, Păduri aluvionare cu Alnus glutinosa și Fraxinus excelsior (Alno-Padion, Alnion incanae, Salicion albae).
La baza desemnării sitului se află mai multe specii protejate:
- păsări (1): lebădă de iarnă (Cygnus cygnus)
- mamifere (1): vidră de râu (Lutra lutra)
- pești (2): Lampetra fluviatilis, somonul (Salmo salar)

Pe lângă speciile protejate, pe teritoriul sitului au mai fost identificate 4 specii de plante, 1 specie de amfibieni, 4 specii de mamifere.